# Pyrinia rumiliata
Pyrinia rumiliata är en fjärilsart som beskrevs av Charles Oberthür 1912. Pyrinia rumiliata ingår i släktet Pyrinia och familjen mätare. Inga underarter finns listade.